# 89455 Metzendorf
89455 Metzendorf este o planetă minoră (asteroid) din centura de asteroizi. A fost descoperită pe 8 decembrie 2001 la Starkenburg-Sternwarte⁠(d) de Starkenburg-Sternwarte⁠(d). 
Obiectul prezintă o orbită caracterizată de o semiaxă mare de 2,3723220261593 UAi, o excentricitate de 0,14066022781071, o înclinație de 7,2461639799581 ° în raport cu ecliptica.